# Fiat G.5
Il Fiat G.5, designato anche Fiat CMASA G.5, CMASA G.5 o Aeronautica d'Italia G.5, era un monomotore da turismo ad ala bassa, progettato dall'ingegnere Giuseppe Gabrielli e prodotto in serie negli stabilimenti dalla Costruzioni Meccaniche Aeronautiche Società Anonima (CMASA) di Marina di Pisa negli anni trenta.

## Storia

### Sviluppo
Nei primi anni trenta Giuseppe Gabrielli, che dal 1931 alternava la sua attività di docente a quella di responsabile dell'ufficio progettazione della Fiat Aviazione, iniziò la progettazione di un velivolo monoplano ad uso civile che potesse rispondere alle esigenze di una clientela da turismo, dotato di manovrabilità tale da essere anche impiegato come addestratore ed aereo acrobatico.
Come molti progetti del tempo venne prevista l'opportunità di equipaggiare un motore radiale, il Fiat A.54 a 7 cilindri da 140 CV (103 kW), o in linea, il Fiat A.60 a 4 cilindri da 142 CV (104 kW). La proposta venne approvata dal Ministero dell'aeronautica che ne richiese due esemplari entrambi però dotati dei motori radiali, ai quali vennero date le matricole MM.212 ed MM.213, da fornire al Centro Sperimentale di Guidonia per le conseguenti valutazioni.
La realizzazione dei due prototipi venne affidata ad un'azienda controllata Fiat, la Aeronautica d'Italia con sede a Torino, che completò in breve tempo la costruzione del primo esemplare, immatricolato MM.212, portato in volo per la prima volta il 30 maggio 1933. Successivamente vennero entrambi inviati a Guidonia nel febbraio del 1935 che a seguito dei test effettuati ne certificarono l'idoneità per la produzione di serie. Tuttavia il progetto iniziale venne bloccato in favore di una nuova versione, denominata G.5bis, equipaggiata con un più potente radiale Fiat A.70 da 200 CV (147 kW) che permetteva delle migliori prestazioni.
Questa venne affidata ad un'altra controllata Fiat, la Costruzioni Meccaniche Aeronautiche Società Anonima (CMASA), che a partire dalla metà degli anni trenta ne iniziò la produzione di una piccola serie nei propri stabilimenti toscani di Marina di Pisa.
Dei pochi esemplari prodotti alla fine della seconda guerra mondiale risultava ancora un solo esemplare, immatricolato I-BFFI nel 1939, rimasto in condizioni di volo fino al 1959.

### Impiego operativo
Il G.5bis venne utilizzato esclusivamente come aereo da turismo privato.

## Descrizione tecnica
Il G.5 era un velivolo dall'impostazione classica, monomotore biposto monoplano ad ala bassa con carrello fisso.
La fusoliera, realizzata con struttura in tubi d'acciaio saltato ricoperta in tela, presentava due abitacoli aperti posti in tandem, l'anteriore destinato al pilota ed il posteriore per il passeggero (o istruttore), entrambi protetti da un parabrezza. Posteriormente terminava in un impennaggio classico cruciforme monoderiva dotato di piani orizzontali controventati.
L'ala, realizzata in legno con rivestimento in compensato e tela, era montata bassa ed a sbalzo sotto la quale erano collegate le gambe di forza anteriori del carrello.
Il carrello d'atterraggio, un triciclo classico fisso, era dotato anteriormente di gambe di forza ammortizzate e carenate, integrato posteriormente da un ruotino d'appoggio posizionato sotto la coda.
La propulsione era affidata ad un motore radiale posizionato all'apice anteriore della fusoliera, inizialmente un Fiat A.54 7 cilindri a singola stella raffreddato ad aria capace di erogare una potenza pari a 140 CV (103 kW), racchiuso in un anello Townend ed abbinato ad un'elica bipala. Successivamente, nella versione G.5bis avviata alla serie, venne sostituito da un più potente Fiat A.70 da 200 CV (147 kW).

## Esemplari attualmente esistenti
L'unico esemplare attualmente esistente è il G.5bis MM.290 marche I-BFFI esposto presso il Museo storico dell'Aeronautica Militare nel comune di Anguillara Sabazia, sul lago di Bracciano (RM).

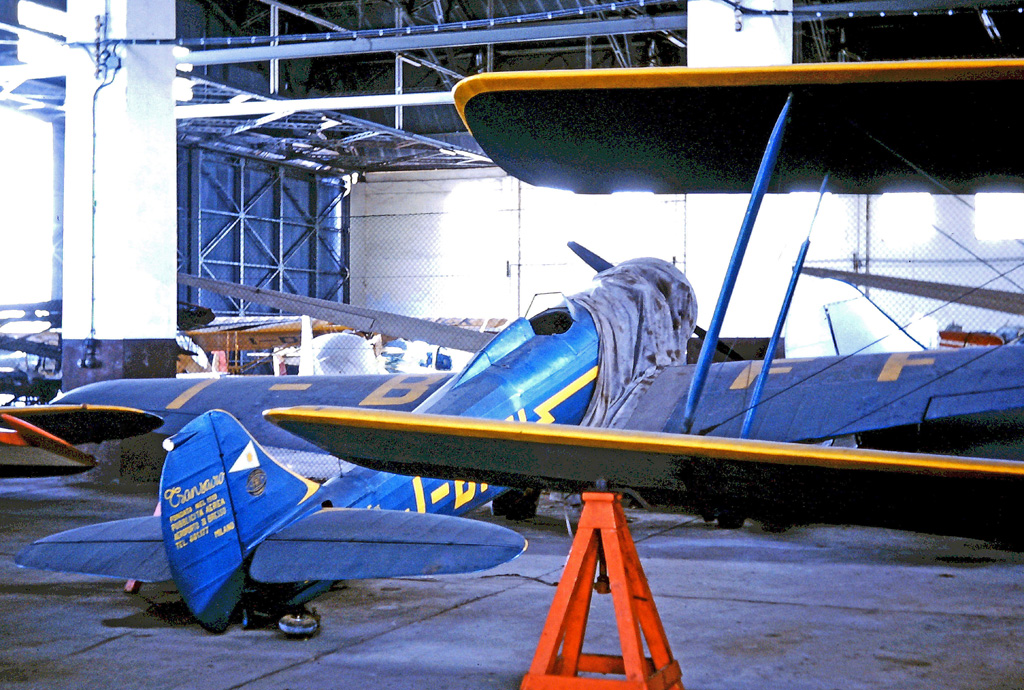

## Modellismo
- Choroszy Modelbud (POL): scala 1/72 in resina, nr. catalogo A97.[4]